# Mercedes-Benz L 319
Mercedes-Benz L 319 är en lätt lastbil, tillverkad av den tyska biltillverkaren Mercedes-Benz mellan 1955 och 1967.
Mercedes-Benz introducerade sin första skåpbil på bilsalongen i Frankfurt hösten 1955. Bilen fanns både som lätt lastbil, L 319 och som buss, O 319. Maxlasten låg mellan 1,6 och 1,9 ton. Dieselmotorn hämtades från personbilen 180 D och gav 43 hk. Ganska snart tillkom även en starkare bensinmotor på 65 hk från personbilsprogrammet. Motorn var placerad mellan förar- och passagerarsätet inne i kupén. Formgivningen med den rundade fronten påminde om de frambyggda lastbilarna i LP-serien. Bilarna tillverkades från början i Sindelfingen, men sedan Daimler-Benz köpt upp Auto-Union 1958 flyttades tillverkningen till dotterbolagets anläggning i Düsseldorf.
Under 1960-talet uppdaterades modellen med starkare motorer från 190-modellen. 1963 infördes modellbeteckningar där de första siffrorna syftade på bilens totalvikt i ton, medan de två sista siffrorna stod för motoreffekten dividerat med tio. Dieselmodellen blev så L 405 och bensinmodellen L 407.
Från 1965 till slutet av 1968 ändrades beteckningen till L 406 och till L 408 för bensinmotorn. Den högre effekten uppnåddes genom att öka motorvarvtalet. 4350 varv per minut för dieseln istället för 4000 och 5000 istället för 4400 för bensinmotorn.
I Spanien tillverkades fordon fortfarande av reservdelssatser fram till 1970.
Från 1956, det första produktionsåret, fram till 1968 tillverkades 123 234 fordon i Tyskland. Ytterligare 18850 fordon tillverkades som reservdelssatser i Spanien. Totalt 142 084.